# 松原忠司
松原忠司（天保五年（1835年）-慶應元年9月1日（1865年10月20日））。為新選組隊士（第四隊組長、柔術師傅）。名字的念法有「ただじ」、「ただし」等。號柳趙齋。

## 生平
松原出生於播州（播磨），是播州小野藩藩士之子，
從天神真楊流柔術的船川楫之輔柳真齋那邊學到北辰心要流柔術。在安政年間脫藩流浪至大坂。並在大坂開設北辰心要流柔術道場（據傳還傳授關口流棒術，以及不遷流）。
在文久三年（1863）時，當時的壬生浪士組（新選組前身）初次召募隊士，松原就在這時加入。同年八月十八日政變時，在仙洞御所前、以及禁裏御所南門負責警備工作。這時因為留著平頭並綁著頭帶、還拿著一把薙刀的奇特模樣、被時人稱為今弁慶。
元治元年（1864年）池田屋事件中，隸屬於土方歳三的小隊、並因為戰功而獲得報獎金15兩的賞賜。慶應元年（1865年）4月，隊上重新進行編制時，松原擔任第四隊隊長與柔術師傅。
但松原卻在同年9月1日去世，新選組記載他是因病而死，但松原之死的原因卻眾說紛紜，當時最主要的論調是松原斬殺了某位浪士，並愛上這位浪士的遺孀。後來副長土方歲三嚴厲譴責他，讓身為幹部的松原感到自責，因此舉刀切腹，後來被篠原泰之進發現而及時救回。但因為松原自暴自棄，導致傷口惡化而逝世，也有一說是被槍殺。但為愛而自殺的說法是八木為三郎從篠原泰之進以及齋藤一那邊聽到關於松原的事情，並由子母澤寬重新編制而成、另外子母澤的作品以及八木的談話很多都是創作、因此這個故事也被認為是小說家之言。
其墓地則位於光緣寺。

## 人物
以溫厚的人品而知名、壬生界隈還因此流傳「親切者為山南以及松原」的說法。此外還有八月十八日政變當時、山南因為知道沒有自己的盔甲而感到憤怒、松原則幫忙平息山南的怒氣的逸話。

## 備註
1. ↑  北辰心要流柔術傳書中有「一柳土佐守内　柳趙齋 松原忠司誠幸」以及「 播磨國一柳藩 松原忠司誠之」等記載。